# Elyra perdentalis
Elyra perdentalis är en fjärilsart som beskrevs av George Francis Hampson 1898. Elyra perdentalis ingår i släktet Elyra och familjen nattflyn. Inga underarter finns listade i Catalogue of Life.